# Karel Frederik Wenckebach
Karel Frederik Wenckebach, genannt auch Karl Friedrich Wenckebach und Karl Frederik Wenckebach (* 24. März 1864 in Den Haag; † 11. November 1940 in Wien), war ein niederländischer Arzt, Internist, Herz- und Kreislaufspezialist. Er veröffentlichte 1914 seine grundlegenden Arbeiten über Herzrhythmusstörungen.

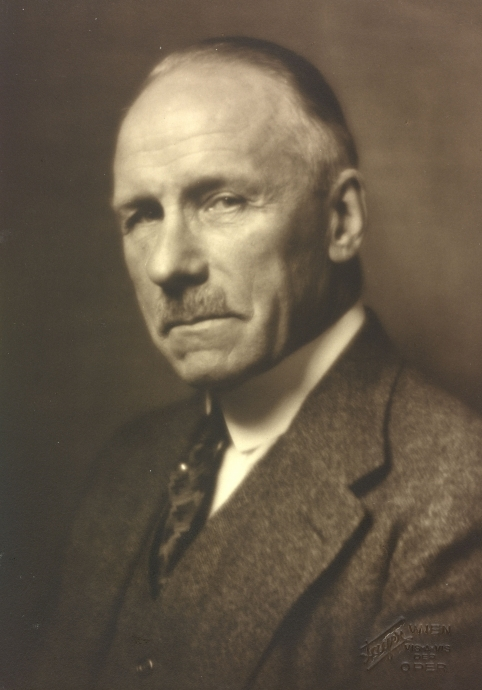
Aufnahme von Georg Fayer (1927)

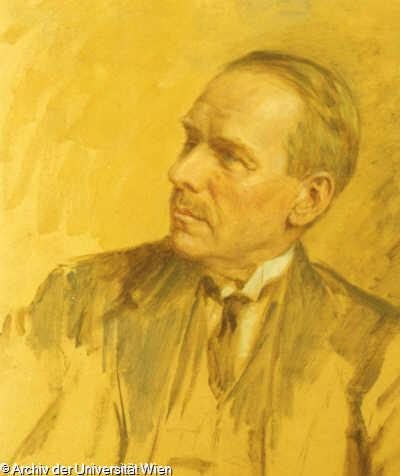
Porträt von Hans Stalzer

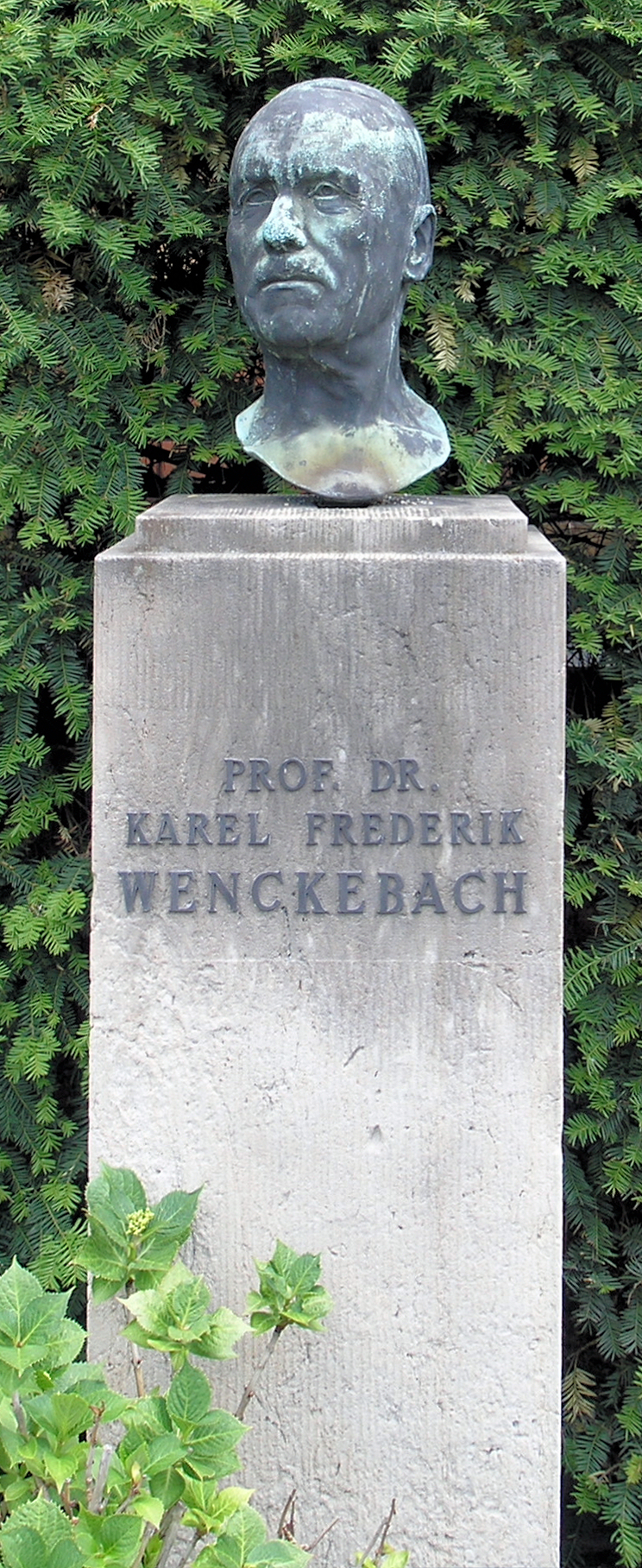
Gedenkstein am Haus Wenckebachstraße 23, in Berlin-Tempelhof

## Leben
Karels Vater war Eduard Wenckebach (1813–1874), der Telegraphieleitungen verlegte, und seine Mutter Maria Geertruida Elisabeth Cornelissen. Er hatte zwei ältere Brüder: Willem Reymert Ludwig (1860–1937), ein Maler und Illustrator, und Henri Johan Eduard (1861–1924), der Direktor der Dutch Ironworks in IJmuiden war. Willem war auch Lehrmeister von Karels Sohn Oswald (1895–1962), der ebenfalls Maler und Bildhauer wurde. Nach seinen Entwürfen wurden niederländische Münzen zwischen 1948 und 1981 herausgegeben.
Wenckebach besuchte das Gymnasium und ab 1881 die Universität Utrecht. Er erhielt wegen seiner finanziellen Not eine Studienzulage vom Heeresministerium, die ihn verpflichtete, nach der Ausbildung Militärarzt zu werden, eine Stelle, die er aber nicht antreten musste. 1888 promovierte er und arbeitete zunächst als Assistent an den Instituten für Zoologie, Pathologie und Anatomie in Utrecht. Als er seine Farbenblindheit bemerkte, wechselte er schnell in die Physiologie, denn in der Zoologie hätte er damit keine Zukunft gehabt.
Ab 1891 praktizierte er als Landarzt in Heerlen, im Südosten der Niederlande. Er ging aber 1896 wieder zurück an die Universität Utrecht, wo der deutsche Physiologe Theodor Wilhelm Engelmann sein Mentor wurde.
1901 wurde er auf Grund seiner Arrhythmie-Studien in Utrecht zum Professor für Innere Medizin und Chefarzt an der Universität Groningen ernannt.
In den Jahren 1898 bis 1901 veröffentlichte Wenckebach seine sphygmographischen Studien zur Analyse des unregelmäßigen Pulses und stellte anhand der Befunde ein Rhythmusschema zur Analyse des unregelmäßigen Pulses auf.
Bereits 1898/99 hatten seine Studien zur Beschreibung der Extrasystolie und zur Entdeckung der Wenckebach-Periodik geführt, die eine besondere Form des partiellen AV-Block darstellt und bei der das PQ-Intervall solange zunimmt, bis ein QRS-Komplex ausfällt.
„In den Jahren 1906/07 beschrieb er in seinen Beiträgen zur Kenntnis der menschlichen Herztätigkeit das nach ihm benannte Wenckebach-Bündel, ein Internodalbündel, das vom oberen und hinteren Rand des Sinusknoten ausgeht, die Vena cava superior nach hinten umfaßt, den Sinus intercavernosus kreuzt und im Septum intercavernosum zum AV-Knoten zieht.“  Sein Werk Die unregelmässige Herztätigkeit und ihre klinische Bedeutung erschien 1914. In dieser Abhandlung, die zu einem Klassiker der rhythmologischen Literatur wurde, beschreibt Wenckebach die durch Zufall bei einem Patienten mit Vorhofflimmern gemachten Beobachtungen über die Wirksamkeit der antiarrhythmischen Substanz Chinin. Damit ist Wenckebach als Begründer der medikamentösen Arrhythmiebehandlung anzusehen.
1911 erhielt er eine Berufung als Professor an die Universität Straßburg, wo er bis 1914 lehrte. Von 1914 bis 1929 war er Professor in Wien. Hier gehörte er zu den Wegbereitern der Wiener Medizinischen Schule.
Auch wirkte er beim Aufbau des Wiener Instituts für Medizingeschichte in den Gebäuden der ehemaligen Wiener Militärakademie (Josephinum) mit. 
Besondere Verdienste erwarb er sich um die Erforschung der Herz- u. Kreislaufstörungen.
Mit 65 Jahren beendete er sein Berufsleben. Er war einer der Begründer der modernen naturwissenschaftlichen Medizin.
Seine letzte Ruhestätte befindet sich auf dem Friedhof der Gemeinde Grinzing.

## Ehrungen
Wenckebach war Mitglied von über 30 wissenschaftlichen Gesellschaften (darunter Royal College of Physicians of London, Royal College of Physicians of Edinburgh, Royal Society of Medicine) und Träger hoher Auszeichnungen. Seit 1908 war er Mitglied der Königlich Niederländischen Akademie der Wissenschaften. 1925 wurde er zum Mitglied der Deutschen Akademie der Naturforscher Leopoldina gewählt.
Nach ihm ist der AV-Block II° Typ 1 benannt. 
Das frühere Militärlazarett in Berlin-Tempelhof ist 1951 in „Wenckebach-Krankenhaus“ umbenannt worden. Die an dem Krankenhaus liegende Moltkestraße wurde am 13. Februar 1957 in Wenckebachstraße umbenannt. 
1962 wurde in Wien-Döbling (19. Bezirk) die Wenckebachgasse nach ihm benannt.

## Publikationen (Auswahl)
- Experiment en kliniek. Groningen 1901.
- Die Arrhythmie als Ausdruck bestimmter Funktionsstörungen des Herzens. Eine physiologisch-klinische Studie. Leipzig 1903.
- Beiträge zur Kenntnis der menschlichen Herztätigkeit. 3 Bände. In: Archiv für Physiologie. 1906–1908.
- Die unregelmäßige Herztätigkeit und ihre klinische Bedeutung. Verlag W. Engelmann, Leipzig/Berlin 1914.
- Über den Mann von 50 Jahren. 1915.
- als Hrsg. mit W. Falta: Wiener Archiv für innere Medizin. 1920 ff.
- Angina pectoris. 1926.
- mit Heinrich Winterberg: Die unregelmäßige Herztätigkeit und ihre klinische Bedeutung. Leipzig 1927.
- mit W. C. Aalsmer: Herz und Kreislauf bei der Beriberi-Krankheit. Berlin/Wien 1929.
- Herz- und Kreislaufinsuffizienz. 1931.
- Medizinische Praxis. Band 12. Dresden/Leipzig 1931
- Das Beri-beri-Herz. J. Springer, Berlin/Wien 1934.